# Chiesa del Salvatore in Berestovo
La chiesa del Salvatore in Berestovo (in ucraino: Церква Спаса на Берестові, Cerkva Spasa na Berestovi; in russo: Церковь Спаса на Берестове, Cerkov' Spasa na Berestove) è una chiesa situata a nord del monastero di Pečers'ka Lavra a Kiev, la capitale dell'Ucraina. Nonostante sia sita al di fuori delle fortificazioni della Lavra, la Chiesa del Salvatore è parte integrante del complesso monasteriale. L'edificio, di cui alcune parti sono risalenti all'XI e al XII secolo, è un'importante testimonianza dell'architettura nel periodo della Rus' di Kiev.
La chiesa del Salvatore in Berestovo fu costruita agli inizi dell'XI secolo durante il regno del principe Vladimir II di Kiev, nel villaggio (selo) di Berestove, oggi parte della città di Kiev. Durante questo periodo la chiesa si presentava a tre navate e tre absidi, con un'unica volta a cupola poggiante su un sistema di sei pilastri. La chiesa fu menzionata per la prima volta nelle cronache della Rus' di Kiev del 1072 e servì da mausoleo per la dinastia dei Monomachi. Qui difatti fu sepolto anche Jurij Dolgorukij il fondatore di Mosca. La chiesa fu gravemente danneggiata una prima volta nel 1240 durante l'invasione mongola della Rus' da parte di Batu Khan mentre nel 1482, la chiesa fu nuovamente devastata in molte sue parti dal Khan Mengli-Girei.
Dopo la seconda distruzione, una nuova chiesa fu costruita sulle sue rovine, in stile Barocco-ucraino, sotto la direzione del Metropolita ortodosso Pietro Mogila.
La nuova struttura fu edificata tra il 1640 e il 1642 e successivamente decorata con affreschi nel 1644. L'interno, incluso l'affresco "Il dono di Petro Mogila" raffigurante il santo inginocchiato nell'atto di consegnare a Cristo un modello della chiesa, fu dipinto da artisti greci. La struttura della chiesa cambiò, la pianta diventò difatti "a croce" e il complesso fu sormontato da cinque cupole.
La chiesa fu ristrutturata negli anni 1751 e 1752 ed ancora nel 1813 e 1814, quando l'artista Fedir M. Korobka scolpì un elaborato altare e l'architetto Andrij Melenskyj disegnò un campanile a due piani in stile classico. Solo la parte occidentale, relativa al nartece e al coro, è stata preservata dai rinnovamenti.

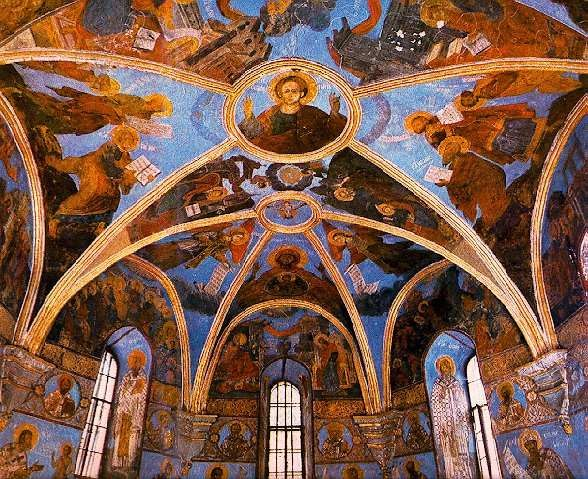
Affreschi interni alla chiesa

Un terzo restauro della chiesa fu condotto tra il 1909 e il 1914. Durante questo intervento furono scoperte le fondazioni del vecchio edificio e fu pulita la facciata, togliendo lo strato superficiale di stucco e lasciandone una parte con mattoni a vista.
Negli anni settanta del '900, fu rinvenuto un affresco del XII secolo raffigurante Cristo che cammina sulle acque. Dall'indipendenza ucraina la chiesa è diventata un museo, pur officiandosi ogni domenica il servizio religioso.